# Cinclosoma cinnamomeum
Il tordo quaglia cannella (Cinclosoma cinnamomeum Gould, 1846) è un uccello passeriforme della famiglia degli Psophodidae.

## Descrizione

### Dimensioni
Misura 19–22 cm di lunghezza, per 55-60 g di peso.

### Aspetto
Si tratta di uccelli dall'aspetto massiccio, muniti di testa allungata con becco conico e appuntito, corpo arrotondato con petto prominente e ali arrotondate, coda squadrata e di media lunghezza e zampe forti e allungate.
Il piumaggio presenta dimorfismo sessuale netto. Nei maschi l'area alla base del becco fino al margine dell'occhio e la bavetta sono di colore nero, delimitato superiormente da un sopracciglio bianco che prosegue fin quasi alla nuca ed ai lati del collo da uno spesso mustacchio bianco, a sua volta orlato superiormente di nero e che si continua nella parte inferiore della gola e nel petto, anch'essi bianchi: il resto della testa è di colore grigio-brunastro, mentre il dorso, le ali, l'area scapolare e la coda sono di color nocciola, con tendenza ad assumere decise sfumature color cannella (che frutta no alla specie sia il nome comune che il nome scientifico) sul dorso, mentre la coda tende all'arancio-ramato e le copritrici primarie sono nere con punta bianca. La parte inferiore del petto presenta un'estesa banda trasversale a forma di "V" rovesciata, che separa il bianco pettorale da quello ventrale: i fianchi sono di colore beige, con le penne dell'area di confine col bianco ventrale che presentano ciascuna una macchia circolare nera sulla punta.

Nella femmina la colorazione p dominata dai toni del bruno dorsalmente e dal grigio ventralmente, mentre è del tutto assente il nero cefalotoracico (pur permanendo i mustacchi e le sopracciglia di colore bianco).
In ambedue i sessi Il becco e le zampe sono di colore nerastro, mentre gli occhi sono di colore bruno scuro.

## Biologia
Si tratta di uccelli dalle abitudini di vita essenzialmente diurne, che passano la maggior parte della giornata da soli o in coppie, mantenendosi perlopiù al suolo, dove ricercano il cibo, eventualmente (pur essendo in grado di volare, ma facendolo solo raramente e per brevi tratti, peraltro in maniera mediocre) accovacciandosi o nascondendosi nella vegetazione in caso di pericolo.
Il richiamo di questi uccelli è rappresentato da una sequenza di quattro fischi sullo stesso tono, con l'ultimo più lungo degli altri.

### Alimentazione
La dieta del tordo quaglia cannella è perlopiù insettivora, componendosi di piccoli insetti ed invertebrati (formiche, ragni, coleotteri ed insetti alati), nonché di una certa percentuale di cibo di origine vegetale (semi, granaglie e bacche).

### Riproduzione
Questi uccelli sembrerebbero in grado di riprodursi durante tutto l'arco dell'anno, tendendo ad evitare i mesi di particolare siccità e concentrando le schiuse in luglio-agosto: si tratta di uccelli monogami, che nel periodo riproduttivo si dimostrano più canori del solito, concentrando i propri richiami nelle prime ore del mattino.
Il nido è a forma di coppa e viene costruito solitamente in una nicchia del terreno, in genere alla base di un cespuglio, fra delle rocce o sotto un tronco caduto: la sua costruzione è appannaggio esclusivo della femmina, che all'uopo si serve di rametti e fibre vegetali.

All'interno del nido vengono deposte 2-3 uova, che la femmina cova (nutrita frattanto dal maschio) per circa venti giorni: i pulli, ciechi ed implumi alla schiusa, vengono imbeccati da ambedue i genitori, e sono in grado d'involarsi dopo i venti giorni di vita. I giovani continuano a rimanere coi genitori ancora per tre settimane almeno, seguendoli nei loro spostamenti e chiedendo loro (soprattutto al padre) l'imbeccata, sebbene sempre più sporadicamente, fino a rendersi indipendenti e a disperdersi.

## Distribuzione e habitat
Il tordo quaglia cannella è endemico dell'Australia, della quale popola la porzione desertica centro-orientale corrispondente grossomodo al bacino del lago Eyre.
L'habitat di questi uccelli è rappresentato dalle aree rocciose aride e semiaride a copertura in prevalenza cespugliosa, mentre essi tendono ad evitare le aree sabbiose.

## Tassonomia
Se ne riconoscono due sottospecie:
- Cinclosoma cinnamomeum cinnamomeum Gould, 1846 - la sottospecie nominale, diffusa nel territorio del Nord centrale e meridionale, in Australia Meridionale centrale e settentrionale e nelle propaggini occidentali del Queensland meridionale e del Nuovo Galles del Sud settentrionale;
- Cinclosoma cinnamomeum tirariense Schodde & Mason, 1999 - diffusa nella porzione nord-orientale dell'areale occupato dalla specie (area di confine orientale fra territorio del Nord ed Australia Meridionale e Queensland centrale e sud-occidentale;

Alcuni autori riconoscerebbero inoltre una sottospecie samueli dell'Australia Meridionale, sinonimizzata con la nominale.

In passato il tordo quaglia di Nullarbor veniva considerato una sottospecie di quello cannella, ma le differenze morfologiche e soprattutto molecolari hanno portato gli studiosi ad elevare questi uccelli al rango di specie a sé stante.